# Bidzina Mikiashvili
Bidzina Mikiashvili (en georgiano: ბიძინა მიქიაშვილი, Saketsi, URSS, 28 de mayo de 1968) es un deportista georgiano que compitió en halterofilia. Ganó una medalla de plata en el Campeonato Europeo de Halterofilia de 1996, en la categoría de 83 kg.

## Palmarés internacional
| Campeonato Europeo | Campeonato Europeo  | Campeonato Europeo | Campeonato Europeo |
| Año                | Lugar               | Medalla            | Categoría          |
| ------------------ | ------------------- | ------------------ | ------------------ |
| 1996               | Stavanger (Polonia) | Medalla de plata   | 83 kg              |